# Ганча, Карло
Карло Ганча (4 июля 1829 или 1829, Нарцоле, Пьемонт — 1897) — итальянский винодел, основатель компании Gancia, химик, создатель вермутов и игристых вин, в частности муската (Moscato d’Asti) и Асти спуманте (Asti Spumante).
Карло Ганча родился 4 июля 1829 года. Его отец Микеле Ганча был торговцем винами, поэтому с детских лет Карло смотрел на процесс приготовления вина и решил посвятить всю свою жизнь именно этому ремеслу.
В возрасте четырнадцати лет по решению отца Карло отправляется в город Реймс во Франции, где в это время процветало производство шампанского, чтобы узнать всю технологию обработки продукта и перенять опыт у знаменитой фирмы Piper-Heidsieck. Он проработал там два года, пройдя все степени от простого рабочего до эксперта.
После возвращения в Турин в 1845 году он посещает занятия по химии и фармацевтике, которые давали возможность проводить «научные» эксперименты с винными продуктами, и поступает в Университет Мастеров Спиртных напитков с целью получения «Королевской лицензии», которая позволяла открыть коммерческое предприятие.
Параллельно с этим он находит работу в качестве помощника производителя ликеров в лавке господ «Деттони и К.», находившейся на площади, которая сегодня является одной из центральных площадей Турина — «Пиацца Кастело». Там он экспериментирует с новыми рецептами в производстве вермутов, но продолжает изучение шампанских вин, по которым приобрел базовый опыт во Франции. Его целью становится производить также в Пьемонте это престижное вино, которое тогда производилось только по другую сторону Альп.
В 1847 году после создания специальной формулы Туринского Вермута на основе муската, который был встречен признанием общества, и после двух лет заслуженных успехов, ему присваивается должность директора фирмы «Деттони и К.». Он начинает задумываться о создании собственного предприятия.
И в 1850 году, совместно со своим братом Эдуардо, Карло основывает компанию «Братья Ганча» (Fratelli Gancia) в городе Кивассо, где он арендовал подвал и начал экспериментировать с мускатом, применяя французский метод для обработки мускатного винограда. Именно в то время Карло Ганча начал производить небольшие партии первого итальянского игристого вина Спуманте под маркой Gancia. Несмотря на то, что первые эксперименты казались удовлетворительными, «мускат спуманте» часто показывал свою нестабильность в конце процесса, что сопровождалось неожиданным взрывом бутылок. Мускат, в отличие от Пино, содержал большой процент сахара, что приводило к превышению давления в бутылках и неизбежно в один прекрасный момент они разлетались на мелкие осколки. Используя весь свой опыт, корректируя время от времени ошибки и изменяя стратегию производства, после десяти лет экспериментов Карло наконец нашёл подходящее решение.
С 1854 года братья Ганча занялись поиском сооружений, пригодных для производства вина непосредственно в местах сбора исходного винограда. Они нашли и арендовали несколько помещений — одно в местечке Санто Стефано Бельбо, другое в Канелли, которое в итоге превратилось в большой завод, соединённый путями с железной дорогой, откуда вина Ганча отправлялись по самым разным и дальним местам назначения.
В 1865 году Карло Ганча получил патент или Королевского разрешение на коммерческий сбыт «первого итальянского спуманте», после чего началось его широкомасштабное производство и «мускатное шампанское» стало завоёвывать рынки на всех континентах.

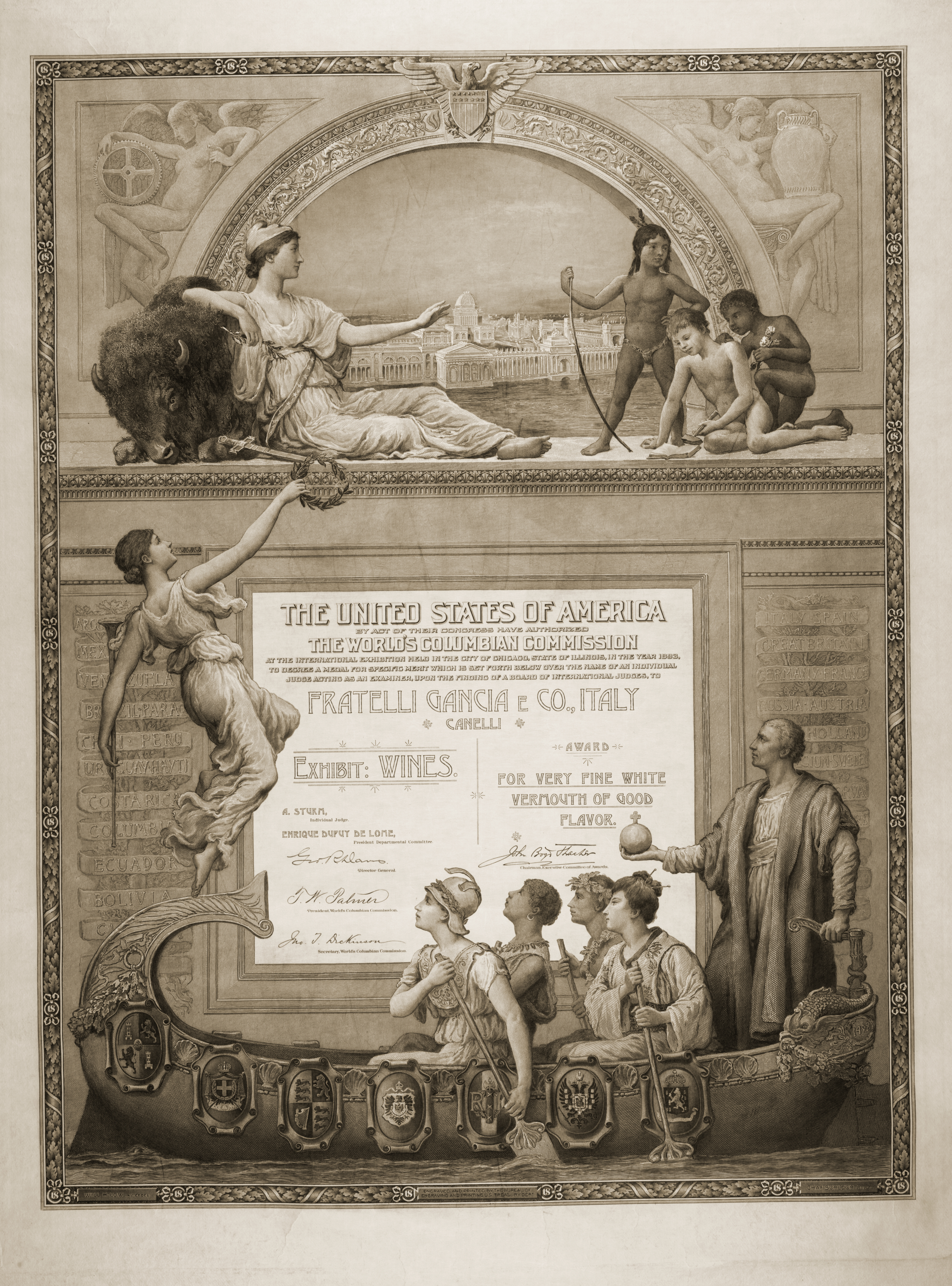
Сертификат, которым был награждён белый вермут Ганча на международной выставке в Чикаго (США) в 1893 году

Нельзя ещё раз не упомянуть о заслугах Карло Ганча в разработке первого белого вермута, с использованием винограда Мускат из провинции Канелли в качестве основы для настоя трав. На Чикагской международной выставке 1893 года исключительное качество вермута Gancia получило официальное признание, удостоившись награды, как «очень изысканный белый вермут с хорошим вкусом».
В 1897 году Карло умер, завещав компанию своему старшему сыну Камилло.